# Хрынов, Алексей Евгеньевич
Алексей Евгеньевич Хрынов (псевдоним «Полковник»; 6 апреля 1965, Дзержинск, Горьковская область — 12 сентября 2008, Нижний Новгород) — российский музыкант, певец, поэт, лидер группы «Полковник и однополчане».

## Биография
Прозвище "Полковник" получил полуслучайно, после поступления в Политех на автомобильный факультет. Был отправлен "на картошку", где во время непосредственного сбора оной, запамятовав имя нового товарища, обратился к нему, занявшему лучшее место в "производственной цепочке" - "маршал". Тот же в ответ назвал Алексея "полковником". Каковое прозвище за ним с тех пор и закрепилось. Капитан танковых войск запаса.
Первые песни Полковник начал сочинять в школе. В 1989 году он записал первый альбом «Волга да Ока» при помощи Сергея Фирсова. 
Впервые на сцене он исполнил свои песни на разогреве у группы «Хроноп» в 1987 году. Много выступал сольно под гитару в отдельных концертах и рок-фестивалях в Нижнем Новгороде, Санкт-Петербурге, Казани, Харькове, Кирове и т.д. В 1988 году объединился с Сергеем Чиграковым (Чижом) и его группой «ГПД». Проект Пол-ГПД просуществовал до 1989 года, когда Чиж уехал в Харьков и группа автоматически распалась.
Под названием «Полковник и однополчане» были записаны там же:
- 1996 — «Первый призыв»
- 1998 — «Война и любовь»

В концертных составах «Однополчан», в зависимости от состава и времени года, переиграло более 60 человек из самых разнообразных известных и не очень коллективов.
«Полковник и Однополчане» выступали с концертами и принимали участие в нескольких фестивалях:
- «Наполним небо добротой» (1996)
- Премия журнала Fuzz (1997)
- «Окна открой» (2001, 2005) (Санкт-Петербург).

Группа активно давала клубные выступления в Нижнем Новгороде и других городах. Кроме того, Полковник иногда выступал сольно под гитару или в паре со скрипачом Максимом Поведским.
12 сентября 2008 года Алексей «Полковник» Хрынов скончался от сердечного приступа. Похороны состоялись 14 сентября на кладбище «Марьина роща».
В ноябре 2019 года на рекорд-лейбле «Отделение “Выход”» вышел диск «Полковник.Трибьют», альбом-посвящение Алексею Полковнику. Работа над трибьютом продолжалась семь лет. В создании пластинки приняли участие 19 исполнителей, среди которых Леонид Фёдоров, Вис Виталис, Андрей Машнин, Сергей Чиграков, Бранимир, группы «Разные люди», «Хроноп», «Дисфория» и др.